# Andrea Betzner
Andrea Betzner (née le 10 juillet 1966 à Fribourg-en-Brisgau) est une joueuse de tennis allemande (ex-RFA), professionnelle dans les années 1980.
Pendant sa carrière, elle a gagné deux tournois WTA en double dames.

## Palmarès

### Titres en double dames
| No | Date       | Nom et lieu du tournoi   | Catégorie | Dotation | Surface      | Partenaire     | Finalistes                          | Score    |          |
| -- | ---------- | ------------------------ | --------- | -------- | ------------ | -------------- | ----------------------------------- | -------- | -------- |
| 1  | 05-10-1987 | Athens Trophy Athènes    |           | 75 000 $ | Terre (ext.) | Judith Wiesner | Kathleen Horvath Dinky Van Rensburg | 6-4, 7-6 | Parcours |
| 2  | 25-04-1988 | Citta di Taranto Tarente | Tier V    | 50 000 $ | Terre (ext.) | Claudia Porwik | Laura Garrone Helen Kelesi          | 6-1, 6-2 | Parcours |

### Finale en double dames
| No | Date       | Nom et lieu du tournoi | Catégorie | Dotation  | Surface      | Vainqueures                      | Partenaire     | Score    |          |
| -- | ---------- | ---------------------- | --------- | --------- | ------------ | -------------------------------- | -------------- | -------- | -------- |
| 1  | 25-07-1988 | Citizen Cup Hambourg   | Tier IV   | 200 000 $ | Terre (ext.) | Jana Novotná Tine Scheuer-Larsen | Judith Wiesner | 6-4, 6-2 | Parcours |

## Parcours en Grand Chelem

### En simple dames
| Année | Open d'Australie (janvier) | Open d'Australie (janvier) | Internationaux de France | Internationaux de France | Wimbledon       | Wimbledon     | US Open         | US Open        | Open d'Australie (décembre) | Open d'Australie (décembre) |
| ----- | -------------------------- | -------------------------- | ------------------------ | ------------------------ | --------------- | ------------- | --------------- | -------------- | --------------------------- | --------------------------- |
| 1985  | n/a                        | n/a                        | 1er tour (1/64)          | Carling Bassett          | 1er tour (1/64) | Kathy Rinaldi | 1er tour (1/64) | Petra Keppeler | -                           | -                           |
| 1986  | n/a                        | n/a                        | 1er tour (1/64)          | Steffi Graf              | 2e tour (1/32)  | Helena Suková | 1er tour (1/64) | Csilla Bartos  | n/a                         | n/a                         |
| 1987  | 1er tour (1/64)            | Sara Gomer                 | -                        | -                        | -               | -             | -               | -              | n/a                         | n/a                         |
| 1989  | 1er tour (1/64)            | Martina Navrátilová        | -                        | -                        | -               | -             | -               | -              | n/a                         | n/a                         |

À droite du résultat, l’ultime adversaire.

### En double dames
| Année | Open d'Australie (janvier) | Open d'Australie (janvier) | Internationaux de France   | Internationaux de France | Wimbledon                  | Wimbledon                | US Open                   | US Open                | Open d'Australie (décembre) | Open d'Australie (décembre) |
| ----- | -------------------------- | -------------------------- | -------------------------- | ------------------------ | -------------------------- | ------------------------ | ------------------------- | ---------------------- | --------------------------- | --------------------------- |
| 1985  | n/a                        | n/a                        | -                          | -                        | -                          | -                        | -                         | -                      | 1er tour (1/16) M. Schropp  | M. Mesker P. Paradis        |
| 1986  | n/a                        | n/a                        | 1er tour (1/32) M. Schropp | Navrátilová A. Temesvári | 2e tour (1/16) M. Gurney   | E. Smylie C. Tanvier     | 1er tour (1/32) M. Gurney | Kathy Jordan E. Smylie | n/a                         | n/a                         |
| 1987  | -                          | -                          | 2e tour (1/16) C. Singer   | D. Balestrat C. Bassett  | 1er tour (1/32) C. Singer  | Paula Smith Van Rensburg | -                         | -                      | n/a                         | n/a                         |
| 1988  | -                          | -                          | 1er tour (1/32) J. Wiesner | I. Driehuis M. Mesker    | 1er tour (1/32) J. Wiesner | Ann Devries S. Wasserman | -                         | -                      | n/a                         | n/a                         |
| 1989  | 1er tour (1/32) W. Probst  | M. Bollegraf Nicole Provis | -                          | -                        | -                          | -                        | -                         | -                      | n/a                         | n/a                         |

Sous le résultat, la partenaire ; à droite, l’ultime équipe adverse.

## Parcours en Coupe de la Fédération
| #                                                                                 | Date       | Lieu   | Surface    | Gagnante(s)         | Perdante(s)                   | Score         |          |
|                                                                                   |            |        |            |                     |                               |               |          |
| 1985 - 1er tour (groupe mondial) - Allemagne de l'Ouest - Grande-Bretagne - 0 : 3 |            |        |            |                     |                               |               |          |
| 1                                                                                 | 08/10/1985 | Nagoya | Dur (ext.) | Jo Durie Anne Hobbs | Andrea Betzner Petra Keppeler | 6-4, 3-6, 6-1 | Parcours |

## Classements WTA en fin de saison

### En simple
| Année | 1986 | 1987 | 1988 | 1989 |
| Rang  | 119  | 162  | 197  | 301  |

Source : (en) « Classements de Andrea Betzner », sur le site officiel du WTA Tour

### En double
| Année | 1986 | 1987 | 1988 | 1989 |
| Rang  | 102  | 65   | 79   | 166  |

Source : (en) « Classements de Andrea Betzner », sur le site officiel du WTA Tour